# منطقة خريمة (سلطنة عمان)
 منطقة خريمة  منطقة ذات طبيعة خلابة ومميزة تقع في جبال ولاية محضة في محافظة البريمي بسلطنة عمان.

## الحدود منطقة الخريمة
تقع « منطقة الخريمة » الجبلية في شمال الشرقي من ولاية محضة. منطقة ذات طبيعة خلابة تبعد عن إمارة دبي حوالى 100 كيلومتر، و بحوالى 60 كيلومترا عن مدينة العين بدولة الإمارات العربية المتحدة .

## الأودية
تتميز « منطقة الخريمة » بمساحاتها الخضراء الممتدة على مسافات كبيرة ويوجد بها ممرات مائية والأودية، وتمر عبرها مياه اودية ، كما تضم أحواض كبيرة لتخزين مياه الأمطار.

## طبيعتهاالجغرافية
« منطقة الخريمة » متنزهًا ربيعيًا جميلا نظرا لما تتميز به من طبيعة جغرافية خاصة في فصل الربيع وتزخر بنباتات وأشجار ساحرة تجتذب الكثير من الزوار سنويًا للتمتع بمناظرها الخلابة في الفترات الي تلي هطول الأمطار. ويقع الوداي الخريمة في الجزء الجنوبى لـ« منطقة الخريمة »، وهو بموقعه المتميز الذي يتوسط منطقة الخريمة جعل منها منتزهاً طبيعياً يقصده أهالي المنطقة وعدد كبير من الزوار من مختلف مناطق المجاورة. وخاصة في موسم الأمطار حيث يكتظ بعدد كبير من الزوار.

## الأشجار الكبيرة
ومن أهم ما يميز هذا الوادي عن باقي الأودية (منطقة الخريمة) اتساع وطول مجراه الذي تنتشر على جانبيه كثير من المساحات الخضراء وأشجار الكبيرة كا اشجار السمر، سلم (شجر) و السدر، يستظلون في ظلها وقت الظهيرة.

## الحيات البرية في منطقة الخريمة
يوجد في « منطقة الخريمة » طيور برية مختلفة كـالقمري و الحجل و الصفرد و حمام البري المطوق و الأسرد و الحجل الرملي و فاختة النخيل و القبرة الصحراوية وبعض القنافذ و الثعالب ، و الأشجار البرية المختلفة، تذهب الناس إلي هذه الأرض الجميلة للتمتع بملامحها الطبيعية. تقع أرض « منطقة الخريمة » الشهير ما بين هضبتين محاطة بمجموعة من الأشجار سلم (شجر) و السمر و السدر وغير ذلك، وكذلك مجموعة كبيرة من الطيور المحلية تعشش على أغصان هذه الأشجار من مواسم التزاوج، خصوصاً في فصلي الربيع والصيف.